# Mala Babina Gora
Mala Babina Gora  falu Horvátországban Belovár-Bilogora megyében. Közigazgatásilag Đulovachoz tartozik.

## Fekvése
Belovártól légvonalban 50, közúton 69 km-re délkeletre, Daruvár központjától légvonalban 20, közúton 27 km-re északkeletre, községközpontjától légvonalban 4, közúton 5 km-re északra, Nyugat-Szlavóniában, a Bilo-hegység déli részén, az Ilova völgye felett a Babina gora északnyugati részén fekszik.

## Története
A település a 20. század elején keletkezett erdőirtással. Lakosságát 1931-ben számlálták meg először önállóan, akkor 243 lakosa volt. Az I. világháború után 1918-ban az új szerb-horvát-szlovén állam, majd később (1929-ben) Jugoszlávia része lett. 1941 és 1945 között a németbarát Független Horvát Államhoz, háború után a település a szocialista Jugoszláviához tartozott. 1991-től a független Horvátország része. 1991-ben lakosságának 87%-a horvát nemzetiségű volt. A falunak 2011-ben 32 lakosa volt.

## Lakossága
| Lakosság változása | Lakosság változása | Lakosság változása | Lakosság változása | Lakosság változása | Lakosság változása | Lakosság változása | Lakosság változása | Lakosság változása | Lakosság változása | Lakosság változása | Lakosság változása | Lakosság változása | Lakosság változása | Lakosság változása | Lakosság változása |
| ------------------ | ------------------ | ------------------ | ------------------ | ------------------ | ------------------ | ------------------ | ------------------ | ------------------ | ------------------ | ------------------ | ------------------ | ------------------ | ------------------ | ------------------ | ------------------ |
| 1857               | 1869               | 1880               | 1890               | 1900               | 1910               | 1921               | 1931               | 1948               | 1953               | 1961               | 1971               | 1981               | 1991               | 2001               | 2011               |
| 0                  | 0                  | 0                  | 0                  | 0                  | 0                  | 0                  | 243                | 169                | 182                | 147                | 151                | 73                 | 54                 | 42                 | 32                 |

(1910-ben és 1921-ben lakosságát még Babina Gora néven Velika Babina Gorához számították. 1931 óta önálló település.)

## Nevezetességei
Római katolikus fa haranglába a település központjában áll, azon a helyen ahol a Velika Babina Gora felől vezető makadámút a faluba ér. A daruvári térség ritka fa haranglábainak egyike.